# Oriente y accidente
Oriente y accidente es una revista musical estrenada en Madrid el 11 de enero de 1952.
Con música del maestro Fernando García Morcillo y textos de Carlos Llopis, se trata de un espectáculo que combina humor y música y que obtuvo una excelente acogida por parte del público del momento, en una época en la que el género de la revista se encontraba en pleno apogeo en España.
Versa sobre una conferencia de paz celebrada en la ciudad de Berlín tras el fin de la guerra y las desavenencias de los cuatro representantes de otras tantas potencias.
La obra fue estrenada por el trío cómico Zori, Santos y Codeso.